# Enrique Bernoldi
Enrique Bernoldi   (Curitiba, 19 d'octubre de 1978) va ser un pilot de curses automobilístiques brasiler que va arribar a disputar curses de Fórmula 1.

## A la F1
Enrique Bernoldi va debutar a la primera cursa de la temporada 2001 (la 52a temporada de la història) del campionat del món de la Fórmula 1, disputant el 4 de març del 2001 el G.P. d'Austràlia al circuit de Melbourne.
Va participar en un total de vint-i-nou curses puntuables pel campionat de la F1 disputades en dues temporades consecutives (2001 - 2002 aconseguint una vuitena posició com millor classificació en una cursa, i no assolí cap punt vàlid pel campionat del món de pilots.

## Resultats a la Fórmula 1
| Any  | Equip                  | Xassís | Motor    | 1       | 2       | 3       | 4       | 5       | 6       | 7      | 8       | 9       | 10      | 11      | 12      | 13      | 14     | 15      | 16     | 17     | Posició | Punts |
| ---- | ---------------------- | ------ | -------- | ------- | ------- | ------- | ------- | ------- | ------- | ------ | ------- | ------- | ------- | ------- | ------- | ------- | ------ | ------- | ------ | ------ | ------- | ----- |
| 2001 | Orange Arrows Asiatech | Arrows | Asiatech | AUS Ret | MAL Ret | BRA Ret | SMR 10  | ESP Ret | AUT Ret | MON 9  | CAN Ret | EUR Ret | FRA Ret | GBR 14  | ALE 8   | HUN Ret | BEL 12 | ITA Ret | USA 13 | JAP 14 | -       | 0     |
| 2002 | Orange Arrows          | Arrows | Cosworth | AUS DSQ | MAL Ret | BRA Ret | SMR Ret | ESP Ret | AUT Ret | MON 12 | CAN Ret | EUR 10  | GBR Ret | FRA NVQ | ALE Ret | HON     | BEL    | ITA     | USA    | JAP    | -       | 0     |

### Resum
| Curses: | Victòries: | Pòdiums: | Poles: | Voltes ràpides: | Punts: |
| ------- | ---------- | -------- | ------ | --------------- | ------ |
| 29 (28) | 0          | 0        | 0      | 0               | 3      |